# 東京建設コンサルタント
株式会社東京建設コンサルタント株式会社（とうきょうけんせつコンサルタント）は、東京都豊島区北大塚に本社を置く中堅の総合建設コンサルタント会社。

## 概要
河川分野に強みを持つ。計画・設計を担当した「川内川 曽木の滝分水路」が、2012年（平成24年）度グッドデザイン賞のベスト100 に選出されている。近年は防災、環境、都市といった領域においても実績を伸ばしており、数値解析に代表されるシミュレーションと防災、環境・都市分野の一体的なソリューションを提供できる数少ない建設コンサルタント会社の1つである。

## 沿革
- 1960年（昭和35年）10月 - 東京都世田谷区に創立。
- 1963年（昭和38年） - 本社を東京都新宿区に移転。
- 1970年（昭和45年） - 本社を東京都豊島区西池袋に移転。
- 1989年（平成元年） - 本社を東京都豊島区池袋に移転。
- 2006年（平成18年）9月4日 - 本社を東京都豊島区北大塚に移転。
- 2008年（平成20年）7月 - 機械設備専業コンサルタントの株式会社エミック・ケーテックを併合。
- 2010年（平成22年） - 株式会社環境モニタリング研究所を設立。
- 2011年（平成23年）3月 - 東日本大震災による巨大津波が発生。当社が詳細設計を行った岩手県の普代水門が住宅地への津波遡上を防止し、被害軽減の一助となる。